# Timepiece Ensemble
《Timepiece Ensemble》是GLacé在2013年12月27日發售的戀愛冒險類型成人遊戲，後來於2017年在PlayStation Vita、Android、iOS平台發售移植版。

## 故事
蓬萊不忍學園的文化祭「蓬萊祭」的前一天，社團「骰子俱樂部」（賽の目クラブ）的成員鳥越多輝與其他女社員們正趕忙準備開張喫茶店「香檸檬」。就在多輝到校外採買所需用品的路途中，發現一間新開的雜貨店「機巧屋」。進入店內後店長黑翼介紹店內有發售時間並提供他試用一天的時間。由於還需要時間準備開張，多輝便接受試用，隔天起床後他發現果真來到文化祭的前一天。

## 角色

### 主要角色
鳥越多輝
本作男主角，蓬萊不忍學園二年級學生，骰子俱樂部社員。
（聲優：美月）
身高：157cm，三圍：B85（C）/W58/H88，血型：O型
多輝的青梅竹馬，由於喜歡多輝為了增加兩人相處時間而成立骰子俱樂部。
（聲優：桐谷華）
身高：140cm，三圍：B74（A）/W55/H76，血型：B型
多輝的學妹，骰子俱樂部社員，榊神社的巫女。由於不喜歡神社工作而加入俱樂部。
柳橋櫻織（聲優：海原艾利娜）
身高：159cm，三圍：B92（E）/W61/H95，血型：A型
學生會的會長，骰子俱樂部社員，對俱樂部以外的人隱密職業漫畫家身份，主要畫純愛漫畫外也會畫情色同人漫畫。
湯島十和子
身高：165cm，三圍：B87（D）/W59/H90，血型：O型
櫻織的青梅竹馬，骰子俱樂部社員，擅長運動很受女學生們歡迎。
鳥越抄（聲優：桃井莓）
身高：150cm，三圍：B81（C）/W58/H83，血型：AB型
多輝的親妹妹，骰子俱樂部社員，擅長使用電腦。

### 其他角色
（聲優：羽鳥いち）
ななみ的雙胞胎姊姊，12歲時因事故過世而成為幽靈並且附身在妹妹身上，有時會控制妹妹的身體行動。
黑翼（聲優：秋野花）
《1/2 summer》登場的座敷童子，回復力量後改名並且開始經營雜貨店「機巧屋」。
（聲優：藤咲ウサ）
跟隨黑翼的黑貓，能夠與人對話。

## 主題歌
片頭曲「Piece of Time」
作詞：秋田うと，作曲、編曲：大川茂伸，主唱：nao
片尾曲
作詞：秋田うと，作曲、編曲：大川茂伸，主唱：nao

## 評價
《法米通》1472号的交叉评论单元對PlayStation Vita版給予26/40評分。

## 外部連結
- PC版官方網站（页面存档备份，存于）GLacé（日語）
- PSV版官方網站（页面存档备份，存于）ENTERGRAM（日語）
- APP版官方網站（页面存档备份，存于）萌えAPP（日語）